# Galearis
Galearis là một chi the họ Lan (Orchidaceae).
Species
- Galearis spectabilis - Showy Orchis

## Hình ảnh

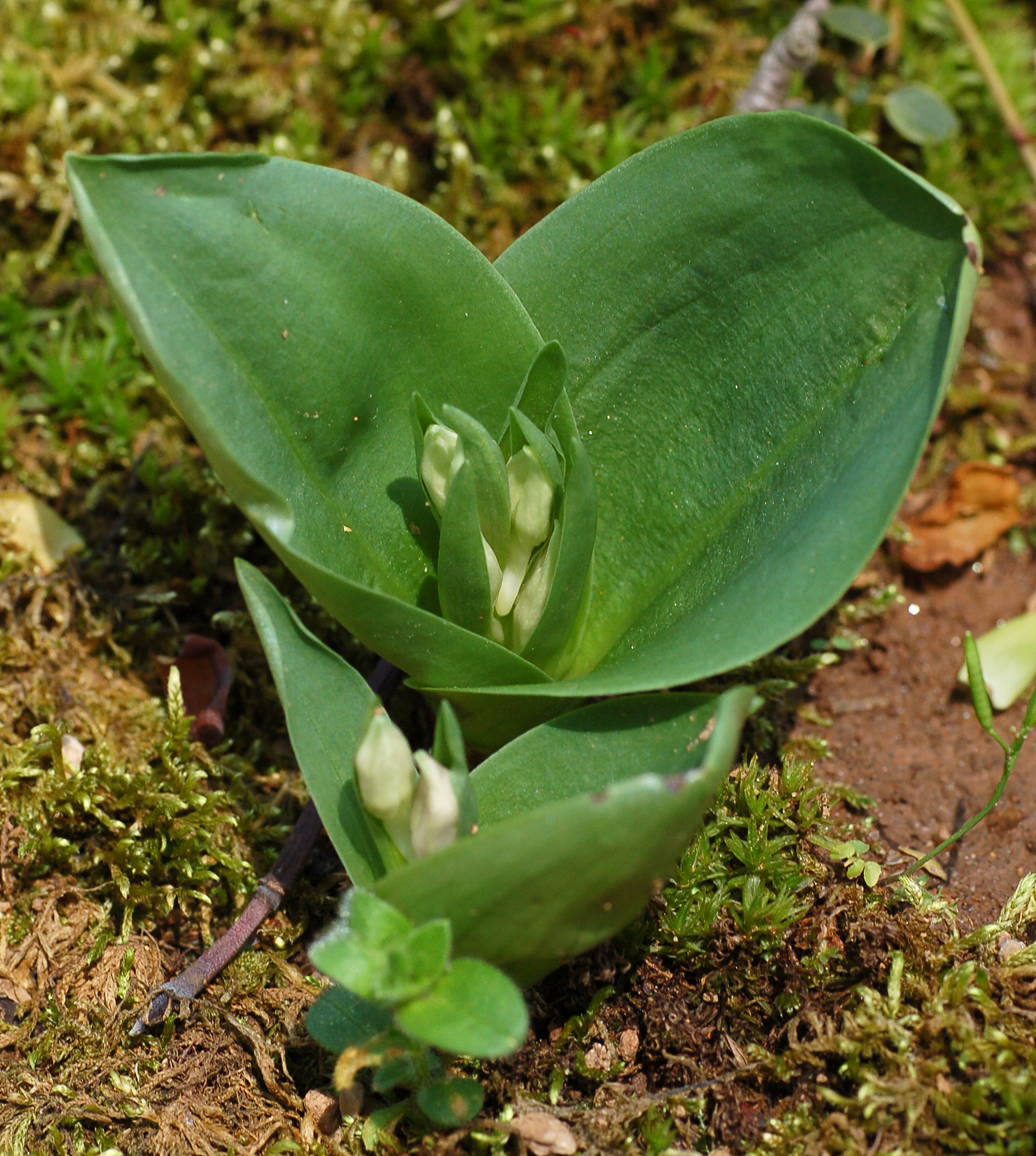